# ألفبائية حروف الطباعة القديمة

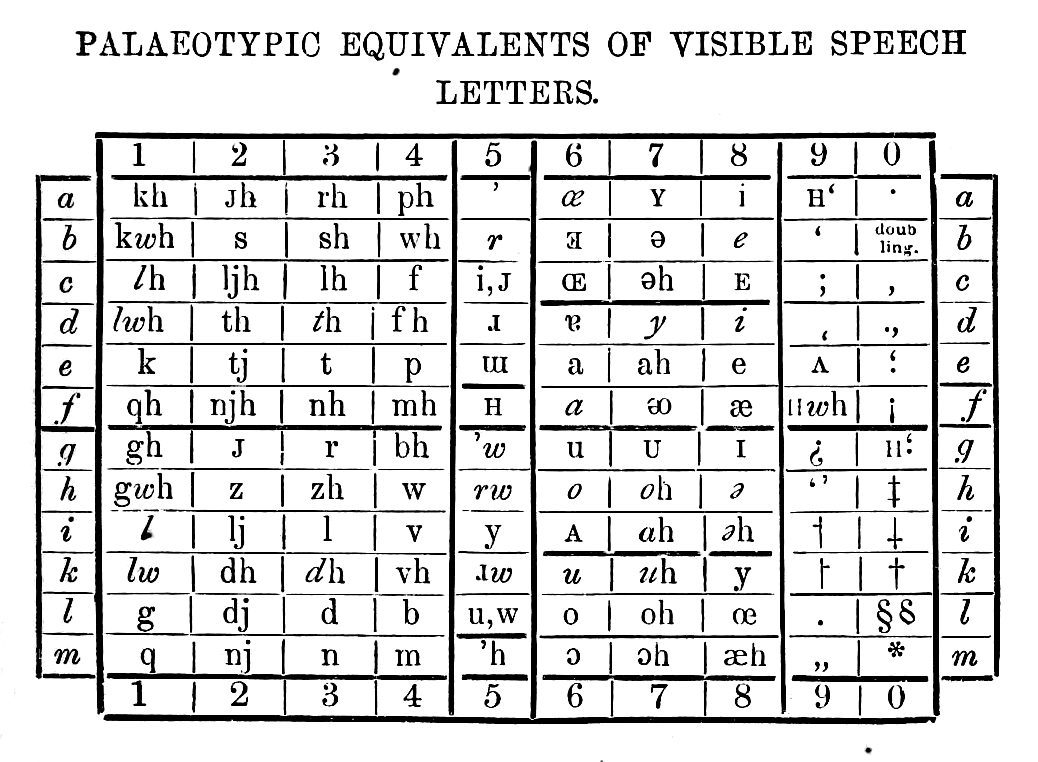
أحرف الألفبائية مرتبة على نمط الكلام المرئي، كما نُشرت عام 1869

ألفبائية حروف الطباعة القديمة هي ألفبائية صوتية استخدمها ألكسندر جون إليس لوصف نطق اللغة الإنجليزية. كانت قائمة على نظام بيل للكلام المرئي، ولكنها مطبوعة بالحرف اللاتيني، وحاولت أن تشمل الأصوات الموجودة في ألفبائية ليبسيوس. وبدورها ألهمت هنري سويت لتطوير ألفبائية رومي [الإنجليزية] عام 1877 ، والتي أصبحت أساس الألفبائية الصوتية الدولية.
وهي تختلف عن الألفبائيات الصوتية السابقة التي ابتكرها إليس، خاصة ألفبائية الصوت المطبوع [الإنجليزية]، حيث وظفت بكثافة تغييرات طفيفة لشكل الحروف، بما في ذلك الحروف المستدارة (مثل ⟨ə⟩ ⟨ɔ⟩ والحروف الكبيرة صغيرة الحجم (مثل ⟨ɪ⟩ )، الحروف الصغيرة المستدارة، واستخدام الحروف المائلة عوضا عن الحرف الروماني (بالإنجليزية: Roman type)‏ (مثل ⟨𝑙⟩

## فهرس
- Alexander J. Ellis, On Early English pronunciation with especial reference to Shakspere and Chaucer, 5 volumes, Londres : The Philological Society, The Early English Text Society, et The Chaucer Society, 1869. (en ligne : volume 1، volume 2، volume 3، volume 4، volume 5)
- Michael Everson, Proposal to encode six punctuation characters in the UCS, December 5, 2009. (online)